# Arta Dade

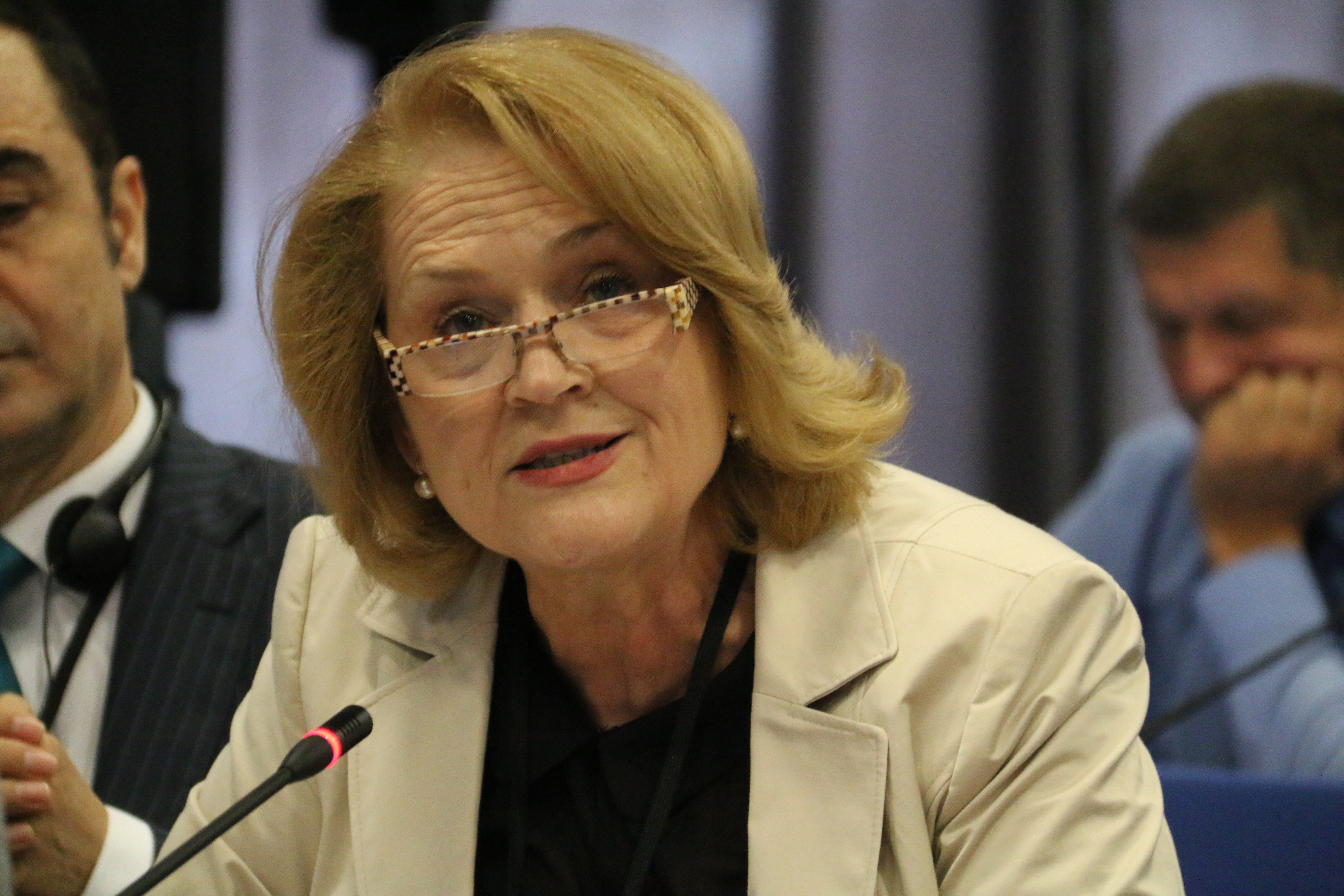
Arta Dade im Sommer 2016

Arta Dade (* 15. März 1953 in Tirana) ist eine albanische Politikerin der Sozialistischen Partei (PS). Sie war zwischen 2001 und 2002 die erste Frau, die das  albanische Außenministerium leitete.

## Biografie
Nach dem Schulbesuch studierte sie von 1972 bis 1975 Anglistik an der Fakultät für Fremdsprachen der Universität Tirana. Nach Abschluss des Studiums war sie zwischen 1975 und 1985 Lehrerin an der Fremdsprachlichen Mittelschule Asim Vokshi, ehe sie anschließend bis 1997 als Dozentin an der Abteilung für Anglistik der Universität Tirana arbeitete.
1991 wurde sie Mitglied der Sozialistischen Partei Albaniens, der Nachfolgerin der bisher kommunistischen Partei der Arbeit (Partia e Punës e Shqipërisë), und zugleich auch Mitglied des Parteivorstandes. 1993 wurde sie zudem Mitglied des Frauenforums der heutigen Europäischen Linke.
1996 kandidierte sie als Vertreterin der PS erfolgreich für das Albanische Parlament und gehörte diesem während der 15. Legislaturperiode von 1997 bis 2001 an. Bei den Parlamentswahlen 2001 sowie 2005 wurde sie wiedergewählt und gehörte damit dem Parlament bis 2009 an. Im Juli 1997 wurde sie von Ministerpräsidenten Fatos Nano zur Ministerin für Kultur, Jugend und Sport in dessen Kabinett berufen und gehörte diesem bis April 1998 an.
Danach war sie unter anderem Vizevorsitzende des Parlamentsausschusses für Auswärtige Angelegenheiten und Internationale Beziehungen, Mitglied der Expertenkommission für den Stabilitätspakt, Mitglied der Albanisch-Französischen Parlamentarischen Gesellschaft sowie von Januar 1999 bis Juni 2001 Ersatzdelegierte der Parlamentarischen Versammlung des Europarates. Daneben bekleidete sie seit 1998 das Amt der Sekretärin für Internationale Beziehungen im Vorstand der PS und wurde als solche mehrfach wiedergewählt.
Im September 2001 wurde sie als Nachfolgerin von Paskal Milo von Premierminister Ilir Meta zur ersten und bis 2021 einzigen Außenministerin Albaniens ernannt. Diese Funktion übte sie bis Juli 2002 aus. Anschließend übernahm Ilir Meta unter dem neuen Ministerpräsidenten Fatos Nano selbst das Amt des Außenministers.
Dade ist Autorin zahlreicher politischer und sozialwissenschaftlicher Artikel.